# 牛津儿童性虐待团伙
牛津儿童性虐待团伙（Oxford child sex abuse ring）由七名男子组成，他们于2013年5月被判犯有性犯罪，包括强奸、共谋强奸、安排或协助儿童卖淫、以性剥削为目的贩卖人口，以及致使流产。他们的六名未成年受害者“遭受了虐待狂般的性暴力：以流血为目标的性侵犯、轮流强奸、（以及使她们）窒息的物理攻击”。受害女孩均是白人但加害人均不是，导致人们重新讨论这些罪行是否出于种族动机，以及最初未能对其进行调查是否与当局担心被指控种族主义有关。
2015年3月，一份严重案例审查显示，该地区可能已有300多名儿童受到性誘拐和性剥削，其中大多数是牛津市的女孩。报告指责当时由首席警官萨拉·桑顿（Sara Thornton）率领的泰晤士河谷警方不相信这些女孩，并且没有一再呼吁求助，牛津郡社会服务局尽管有确凿的证据证明她们处于危险之中，却未能保护她们。报告还呼吁研究为什么大量的兒童性誘拐罪犯是“巴基斯坦/穆斯林裔”。
2018年，又有8名男子被定罪。

## 罪犯
七名罪犯除三人外还包括两对兄弟：五人是巴基斯坦裔英國人，两人是东非裔。
- 牛津的卡马尔·贾米尔（Kamar Jamil）被判犯有五项强奸罪，两项共谋强奸罪和一项安排儿童卖淫罪。
- 牛津的阿赫塔尔·多加尔（Akhtar Dogar）被判犯有五项强奸罪，三项共谋强奸罪，两项安排儿童卖淫罪和一项贩运罪。
- 牛津的安朱姆·多加尔（Anjum Dogar）被判犯有三项强奸罪，两项安排儿童卖淫罪，三项共谋强奸罪和一项贩运罪。
- 牛津的阿萨德·侯赛因（Assad Hussain）被判犯有两项与儿童发生性行为罪，没有被判犯强奸罪。
- 牛津大学的穆罕默德·卡拉尔（Mohammed Karrar）被判犯有两项共谋强奸罪，四项强奸儿童罪，一项使用工具进行流产罪，两项贩运罪，一项插入式侵害儿童罪，两项安排儿童卖淫罪，三项强奸罪，两项共谋强奸儿童罪和一项提供A类毒品罪。
- 牛津的巴萨姆·卡拉尔（Bassam Karrar）被判犯有两项强奸罪，一项强奸儿童罪，两项共谋强奸儿童罪，两项安排儿童卖淫罪，一项贩运罪名和一项串谋强奸罪。
- 牛津的泽山·艾哈迈德（Zeeshan Ahmed）被判犯有两项与儿童发生性行为罪。

## 侵害
从2004年至2012年，这些男人诱拐機能不全家族背景的11至15岁女孩，这些女孩不太可能被其他家庭成员所相信。她们收礼物，喝酒，还接触霹雳可卡因和海洛因。在女孩们变得依赖男人之后，她们被控制无法逃脱，并被并威胁如果试图离开，她们和她们的家人将受到伤害。这些女孩被通过阴道，口腔和肛门强奸，有时是数个男人同时，这种虐待有时一次持续几天。一些女孩被招募为妓女，并被带到布拉德福德、利兹、伦敦、斯劳和伯恩茅斯的宾馆，那里的男人付钱与她们发生性关系。女孩们遭受极端的性暴力，被咬伤、窒息和火烧，她们被小刀、棒球棍和切肉刀折磨，并偶尔被人撒尿。一名14岁女孩试图抵抗性行为时被打火机烧伤。另一名女孩的母亲说，“她曾恳求社会服务人员从帮派中解救她（的女儿）”，帮派“威胁要切掉女孩的脸”并且“割断女孩家人的喉咙”。
一名12岁的女孩被迫卖淫。她在牛津多个地方受到虐待，包括在牛津的公寓、南福德宾馆、廉价连锁酒店Travelodge以及牛津郡附近的沙特欧瓦森林。她经常披衣菌感染，身上被人用烟头烧伤。她开始自残，并将她的经历形容为“活地狱”。她说，哭泣有时会引起男人们的注意。
该团伙头目穆罕默德·卡拉尔（Mohammed Karrar）“无耻的剥削他人”，据《卫报》报道，他“相信当局绝不会挑战他——多年来证明这是事实”。一个被称为“女孩4”未成年受害者在11岁生日过后不久就黑帮被“卖”给了穆罕默德，穆罕默德用打火机加热发夹，给女孩的臀部烙上自己名字首字母“M”烙印，将她标记为自己的财产，并从与她发生性关系的人那里收取400英镑至600英镑之间的费用。穆罕默德在女孩的家中拜访她，女孩在那里照顾聋哑父母，在女孩家“他可以做任何事而不受惩罚”。在她12岁时，他经常与她发生性关系。他的兄弟巴萨姆·卡拉尔（Bassam Karrar）与她有着相似的关系，尽管她不经常见巴萨姆。穆罕默德·卡拉尔（Mohammed Karrar）发现她12岁时怀孕，他因为她允许这种事发生而“气的冒烟”，并告诉她“你应该负更多的责任”。他愤怒地抓住她的喉咙。不久之后，他给了她堕胎药，并把她带到雷丁用钩形仪器做不安全堕胎。
一名14岁女孩受到枪支威胁要与性虐待团伙成员发生性关系。她说团伙成员知道她住在一个儿童之家，阿赫塔尔·多加尔（Akhtar Dogar）经常在她住的泰晤士河畔亨利儿童之家拐角处等着她。她描述了她在公寓、旅馆和公园附近被强奸的情况。

## 媒體反應
英格兰副专员苏·贝雷罗维茨（Sue Berelowitz）表示“女孩子被利用、虐待，像一块肉一样被扔掉”，一旦女孩与一名团伙成员发生性关系，无论是否存在强迫行为，她都不能再拒绝团伙其他成员的性要求。
一些伊斯蘭傳教士對白人婦女的看法可能令人震驚。他們鼓勵他們的追隨者相信這些婦女習慣性地濫交，頹廢和卑鄙 - 這些罪惡由於她們是黑人或非信徒而變得更加糟糕。從迷你裙到無袖上衣，他們的著裝要求被認為反映了他們不潔和不道德的外觀。根據這種心態，這些白人婦女應受到剝削和墮落，對其行為應受懲罰。
小說家比娜·沙（Bina Shah）批評了“來自巴基斯坦最貧窮，受教育程度最低，最封閉的地區的人”中的種族主義、厭女症、部落主義和性低俗文化。英國伊斯蘭學會執行理事朱莉·西迪奇（Julie Siddiqi）呼籲改變許多穆斯林組織高層的男性支配地位，這可能導致其社區對儀容打扮保持沉默。

## 审判
2013年6月，该团伙因主审法官彼得·罗克（Peter Rook）所说的“一系列严重堕落的性犯罪”而被判处共95年徒刑。穆罕默德和巴萨姆·卡拉尔兄弟被判处无期徒刑，穆罕默德·卡拉尔最低关押20年，巴萨姆·卡拉尔关押15年。阿赫塔尔（Akhtar）兄弟和安朱姆·多加尔（Anjum Dogar）兄弟被判处终身监禁，最低关押17年。 卡马尔·贾米尔（Kamar Jamil）被判终身监禁，最低关押12年。阿萨德·侯赛因（Assad Hussain）和泽山·艾哈迈德（Zeeshan Ahmed）都被判入狱7年。在2018年涉及3个帮派成员的进一步审判中，穆罕默德·卡拉尔（Mohammed Karrar）再次被判有罪，并于2019年被判处18年徒刑，而巴萨姆·卡拉尔（Bassam Karrar）则被判10年，安朱姆·多加尔（Anjum Dogar）被判20年。

## 2015年報告
一個嚴重的案件審查通過瑪吉·布萊思（Maggie Blyth），牛津郡保障兒童董事會獨立主席，委託牛津儿童性虐待团伙於2015年月發布據報導，這個犯罪團夥已經針對牛津郡16年多達373名兒童，其中男童50名。 該報告批評泰晤士河谷警察局和牛津郡議會的「許多錯誤」，沒有盡快採取行動。失敗者中的一種文化是專業人員之間的一種否定文化，這些專業人士指責女孩過早和困難的行為，指責女孩有遭受傷害的風險，容忍女孩與年長男人的未成年人性行為，以及未能認識到女孩已經被修飾和暴力了。 該報告呼籲研究為什麼“巴基斯坦和/或穆斯林傳統”的人構成了許多肇事者。
該報告沒有發現「有意的專業不端行為」的證據，並說高級管理人員沒有意識到發生了什麼，儘管犯了錯誤，也沒有人受到紀律處分或解僱。牛津東區國會議員安德魯·史密斯呼籲政府進行獨立調查。
首相大衛·卡麥隆在羅瑟勒姆案件也發生類似醜聞後在峰會上發言，以解決這一問題和牛津郡提出了許多建議，包括對未能保護兒童的英格蘭和威爾士的老師，議員和社會工作者處以最高五年的監禁，對使保護兒童不力的個人和組織處以無數罰款，以及提供熱線服務，使專業的人士可以舉報不當行為。

## 其他報告
2017年12月的一份報告指出性犯罪的幫派（CSE）大部分是南亞出身的人。2020年12月，內政部發布了另一份報告，指出大多數CSE幫派都是白人，因此不可能得出亞裔男子過分從事此類犯罪的結論。